# Jim Yester

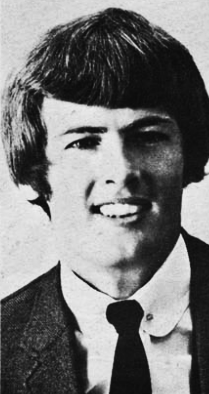
Jim Yester

James Yester (* 24. November 1939) ist ein US-amerikanischer Musiker. Er war Mitglied der Popgruppe The Association, die in den 1960er Jahren zahlreiche Billboard-Charthits hatte, darunter „Windy“, „Cherish“, „Never My Love“ und „Along Comes Mary“, um nur einige zu nennen.
Yester war ein Schlüsselmitglied des Modern Folk Quartet, als es sich in den 1980er Jahren neu formierte. Er ist der ältere Bruder von Jerry Yester, ehemals bei Lovin’ Spoonful, und spielte in den 1990er Jahren kurz mit dieser Band. Seit 2007 ist Yester Mitglied der Association und leitet sie gemeinsam mit dem Gründungsmitglied Jules Alexander und Del Ramos (Bruder des verstorbenen Association-Mitglieds Larry Ramos).
Im Jahr 1966 wurde Yester gebeten, sich The Association anzuschließen, als ihr ursprünglicher Rhythmusgitarrist Bob Page die Band zwei Wochen nach ihrer Gründung verließ. Die Band hatte viele Hits, darunter „Along Comes Mary“, „Cherish“, „Windy“, „Everything That Touches You“ und „Never My Love“. Yester übernahm den Leadgesang bei „Along Comes Mary“. Am Freitag, dem 16. Juni 1967, war die Band Headliner beim Monterey International Pop Festival.
Drei der Songs der Association wurden über eine Million Mal verkauft und mit Platin ausgezeichnet: „Cherish“, „Windy“ und „Never My Love“. Im Jahr 2003 wurde der Verband in die Vocal Group Hall of Fame aufgenommen.
Yester trat auch im The Modern Folk Quartet und The Lovin‘ Spoonful auf, bei beiden war auch sein jüngerer Bruder Jerry Yester dabei.